# Schizaea poeppigiana
Schizaea poeppigiana là một loài dương xỉ trong họ Schizaeaceae. Loài này được J.W. Sturm mô tả khoa học đầu tiên năm 1859.